# Radoslav Rodić
Radoslav Rodić „Roki“ (* 15. Oktober 1950 in Ripanj, SFR Jugoslawien, heute Serbien) ist ein serbischer Rock- und Folk-Sänger, der vor allem in den 1980er-Jahren großen Erfolg hatte. Zu seinen bekanntesten Liedern zählen Volim da te volim, Ranila me jedna zena und Plavusa.

## Leben
Seine Jugend verbrachte Rodić in der jugoslawischen Hauptstadt Belgrad, im von Plattenbauten dominierten Stadtteil Novi Beograd. In Schulzeiten bekam er den Spitznamen Roki, welcher ihn durch seine spätere Musikalische Karriere begleiten sollte. Gemeinsam mit drei Schulfreunden gründete er Anfang der 1970er Jahre die Rockband „Helios“. Die Auftritte der Band beschränkten sich zunächst auf kleinere Musik-Festivals und andere private Anlässe im kleineren Rahmen. Über die Jahre konnte die Band ihre Popularität ausbauen und trat nach und nach auf verschiedenen Festivals in ganz Jugoslawien auf.
Nach einigen Jahren begann Rodić seine Solokarriere. Er nahm Ende der 70er-Jahre den damaligen Hype um die jugoslawische Volksmusik-Szene wahr, mit Interpreten wie Saban Saulic, Toma Zdravkovic oder Miroslav Ilic. Er selbst kannte laut eigener Aussage bis auf Toma Zdravkovic kaum einen der damaligen Volksmusik-Interpreten. Aufgrund der größeren Nachfrage wechselte er schließlich das Genre und legte seinen Schwerpunkt auf die Volksmusik (jugoslawisch: Novokomponovana narodna muzika), ohne jedoch auf seine Anfänge in der Rock-Musik zu vergessen.
1985 veröffentlichte er unter dem Plattenlabel Jugoton in Zagreb sein erstes Album als Solo-Künstler mit dem Titel Castio sam. Die Lieder hatten einen schnelleren Rhythmus und waren wesentlich Rock- und Pop-Lastiger als der jugoslawische Folk bzw. der Novokomponovana narodna muzika. Eine Ausnahme bildet hier das Lied Kao vazduh, kao voda, das der klassischen Narodna Muzika zuzuordnen ist. Der Großteil der Lieder dieses Albums stammt aus der Feder von Aleksandar Radulovic (Spitzname Fut) und seiner Gattin Marina Tucakovic.
1986 folgte sein zweites Album Linija Zivota und die Hitsingle Volim da te volim, eine schnelle Ballade, mit welcher er auch das Folk-Musik-Festival MESAM gewann. Auch dieses Album gilt als Brückenschlag zur Rock-Musik. Maßgeblich hierfür sind der erste Track Ej, Pobro, Pobratime, eine von Bassgitarren geprägte schnelle Folk/Rock-Nummer, komponiert vom Rock-Musiker Asim Sarvan, sowie die etwas langsamere Nummer Linija Zivota, ebenfalls eine Komposition von Sarvan.
Anfang 1987 veröffentlichte er sein drittes Album mit dem Titel Ranila me jedna zena, das Album, welches bis Heute als seine sprichwörtliche „Visitenkarte“ gilt. Mit der gleichnamigen Single konnte er an den Erfolg von Linija Zivota problemlos anknüpfen. Auch auf diesem Album stammt ein Großteil der Kompositionen vom Duo Radulovic & Tucakovic.
Im Dezember 1987 folgte bereits sein viertes Album Zbogom, zbogom svima, aus dem er den ersten Track Moja Ljubo auskoppelte und beim MESAM-Festival 1987 (nach 1985 und 1986) zum dritten Mal den ersten Platz gewann. Zugleich kam es beim MESAM-Festival zu einem Eklat, weil er bei seinem Auftritt mit Moja Ljubo, dem Inhalt des Liedes entsprechend, eine Mönchskutte trug. Diesem Vorfall zum Trotz gilt Moja Ljubo als einer der erfolgreichsten Songs von Radoslav Rodic und zugleich als sein persönliches Lieblingslied. Das Album Zbogom, zbogom svima war durch die beiden Songs Pusti sve sowie Zivi, zivi uspomeno als besonders stark von Rock-Einflüssen geprägt. In dieser Zeit galt Rodić in der jugoslawischen Folk-Szene aufgrund seines Erscheinungsbildes als Frauenschwarm mit dem Image eines Rockmusikers.
Im Herbst 1988 folgte sein Album Roki 5 (alternativ: Jugo, moja Jugo), veröffentlicht vom Plattenlabel Suzy aus Zagreb. Der titelgebende Song behandelt die Schönheit des damaligen Jugoslawiens sowie die Herkunft von Rodić selbst. Bekannt wurden von diesem Album die Lieder Kako si ti? sowie Samo tako nastavi.
Kurz darauf übersiedelte Rodić für einige Zeit in die USA und war vorübergehend in der Privatwirtschaft tätig.
Im Jahre 1991 folgte das Album Veruj. Mit diesem Album vollzog er einen Stilwechsel. Während die Alben der 1980er-Jahre großteils dem Folk und zum Teil der Rockmusik zuzuordnen sind, handelt es sich beim Album Veruj um überwiegend Pop-Musik mit Einflüssen des Jazz. Ausschlaggebend hierfür ist allerdings auch die Tatsache, dass an diesem Album ein anderes Team an Produzenten und Songtextern gearbeitet hat als zu früheren Jugoton-Zeiten.
Danach legte Rodić eine längere Pause ein und kehrte 1996 mit dem Album Boli me plavusa zurück. Dieses Album, großteils dem damals populären Turbo-Folk zuzuordnen, beinhaltet unter anderem seinen Hit Plavusa. Ansonsten deckt das Album diverse Musik-Genres ab: Turbo-Folk (Plavusa), Pop (Moje jedino) und Balladen (Niko te nece kao ja oder auch Vremena stara).
1999 folgte unter dem Plattenlabel Grand Production das Album Ponovo. Auch dieses Album kann großteils dem Turbo-Folk zugeordnet werden. Im Jahre 2003 folgte Bolja nego druge, das allgemein weniger Tempo und mehr Balladen enthält.
2012 veröffentlichte er beim „Grand Festival“ die Single Svako je nekad bog, eine klavierlastige Ballade mit langsameren Rhythmen.
Heute hat sich Radoslav Rodić weitgehend aus der Öffentlichkeit zurückgezogen und tritt nur mehr selten im serbischen Fernsehen (beispielsweise Grand TV) auf. Seine Auftritte beschränken sich großteils auf private Feiern im kleinen Kreis.
Radoslav Rodić ist geschieden, hat Kinder und lebt in der Ortschaft Ripanj, unweit der Hauptstadt Belgrad.

## Diskografie

### Mit der Band „Helios“
- 1978: „Svemu si kriva ti“ (PGP-RTB)

### Als Solo-Künstler
- 1985: „Castio sam“ (Jugoton)
- 1986: „Linija zivota“ (Jugoton)
- 1987: „Ranila me jedna zena“ (Jugoton)
- 1987: „Zbogom, zbogom svima“ (Jugoton)
- 1988: „Roki 5 / Jugo, moja Jugo“ (Suzy Records)
- 1991: „Veruj“ (PGP-RTS)
- 1996: „Boli me plavusa“ (Lucky Sound)
- 1999: „Ponovo“ (Grand Production)
- 2003: „Bolja nego druge“ (Music Star Production)
- 2012: „Svako je nekad bog“ (Single, Premiere im April 2012 beim „Grand Festival“)